# Russische fantasie
Russische fantasie (Russisch: Русская фантазия, Russkaja fantazija) is een compositie van Aram Chatsjatoerjan.
De Russische fantasie is een overblijfsel van Chatsjatoerians muziek voor het ballet Geluk (Russisch: Счастье, Schastye) van Georgi Ovanesjan. Dit ballet in vijf scenes met epiloog dat drie uur duurde ging in première in Jerevan in september 1939, waarna een maand later een opvoering plaatsvond in het Bolshoi Theater. De componist was er niet gelukkig mee en begon er hevig aan te werken, maar trok het uiteindelijk terug. De partituur verdween zodat in de 21e eeuw niet meer bekend is dan wat bijeengeraapte informatie. Er zouden nog twee suites uit de totale muziek samengesteld zijn, maar daar is in de 21e eeuw ook niets meer van terug te vinden. Wat wel bekend is dat delen van de eindversie werden geïntegreerd in Gayaneh, dat aanzienlijk meer succes had. Een ander stuk muziek van dat ballet dat de tijd overleefde is de Russische fantasie; in bewerkte vorm werd op het 6 november 1945 uitgevoerd, toen de oorlog al lang afgelopen was.
Chatsjatoerjan schreef die fantasie voor een symfonieorkest:
- 3 dwarsfluiten (III ook piccolo), 3 hobo's (III ook althobo), 2 klarinetten, 2 fagotten
- 4 hoorns, 3 trompetten, 3 trombones, 1 tuba
- pauken, percussie, harp, piano
- violen, altviolen, celli, contrabassen

Loris Tjeknavorian nam in oktober/november 1994 de suite op met het Philharmonisch Orkest van Armenië voor het platenlabel ASV Records (DCA 946). De opnamen maakten deel uit van een serie gewijd aan muziek van de Armeense componist. Eerder al (1981) nam dezelfde dirigent het werk op met het London Philharmonic voor RCA Victor. Meerdere opnamen zijn in 2022 niet voor handen.
Volgens het boekwerkje bij ASV zou Chatsjatoerjan muziek hebben willen bijdragen aan de zegetocht van het Sovjetleger (de componist was zelf geen Rus) over de Duitse troepen tijdens het slot van de Tweede Wereldoorlog.